# Udo Lindenberg
Udo Lindenberg (ur. 17 maja 1946, w Gronau (Westf.) w Nadrenii Północnej-Westfalii, Niemcy) – niemiecki piosenkarz, autor tekstów, perkusista i kompozytor rockowy, a także malarz. Od 1971 roku nagrał ponad 40 albumów studyjnych i koncertowych.

## Dyskografia

### Albumy studyjne
- 1971 – Lindenberg
- 1972 – Daumen im Wind
- 1973 – Alles klar auf der Andrea Doria
- 1974 – Ball Pompös
- 1975 – Votan Wahnwitz
- 1976 – Galaxo Gang – Das sind die Herrn vom andern Stern
- 1976 – Sister King Kong
- 1976 – Panik Udo/No Panic on the Titanic
- 1977 – Panische Nächte
- 1978 – Lindenbergs Rock-Revue
- 1978 – Dröhnland Symphonie
- 1979 – Der Detektiv – Rock Revue 2
- 1980 – Panische Zeiten
- 1981 – Udopia
- 1982 – Keule
- 1983 – Odyssee
- 1984 – Götterhämmerung
- 1985 – Sündenknall
- 1985 – Radio Eriwahn präsentiert Udo Lindenberg + Panikorchester
- 1986 – Phönix
- 1987 – Feuerland
- 1988 – Hermine
- 1988 – CasaNova
- 1989 – Bunte Republik Deutschland
- 1991 – Ich will dich haben
- 1991 – Gustav
- 1992 – Panik-Panther
- 1993 – Benjamin
- 1995 – Kosmos
- 1996 – Und ewig rauscht die Linde
- 1997 – Belcanto
- 1998 – Zeitmaschine
- 2000 – Der Exzessor
- 2002 – Atlantic Affairs
- 2008 – Stark wie Zwei
- 2016 – Stärker als die Zeit

### Albumy koncertowe
- 1979 – Livehaftig
- 1982 – Intensivstationen
- 1983 – Lindstärke 10
- 2001 – Ich Schwöre! – Das volle Programm
- 2008 – Stark wie Zwei - Live
- 2011 – MTV Unplugged – Live aus dem Hotel Atlantic
- 2013 – Ich mach mein Ding – Die Show
- 2016 – Stärker als die Zeit – live
- 2018 – MTV Unplugged 2: Live vom Atlantik (Zweimaster Edition)

## Odznaczenia
- Berliński Order Zasługi (2014)[1]